# Семь вражеских наступлений

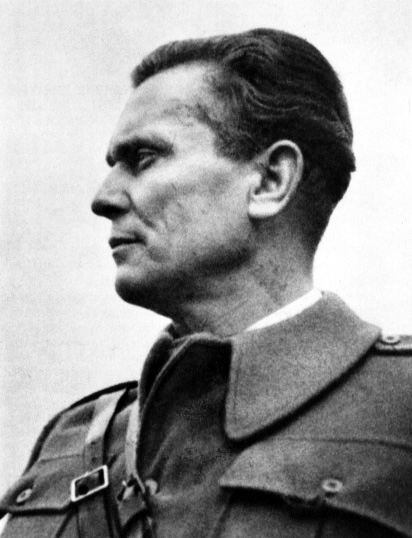
И. Броз Тито в 1942 году

«Семь вражеских наступлений» (сербохорв. Sedam neprijateljskih ofanziva / Седам непријатељских офанзива) — термин, которым в ранней историографии Социалистической Федеративной Республики Югославия (СФРЮ) обозначались семь наиболее крупных военных операций вооружённых сил стран гитлеровской «оси» против партизан на территории Югославии в годы Второй мировой войны.
Автором термина считается Иосип Броз Тито. Интерпретация истории народно-освободительной войны в Югославии через призму «семи вражеских наступлений» выдвигала в центр событий партизанские соединения, состоявшие под непосредственным командованием Верховного штаба Народно-освободительной армии Югославии (НОАЮ), подчёркивая роль Тито в борьбе с нацизмом.
В изложении Тито, все «наступательные действия противника» так или иначе превращались в партизанскую победу или имели следствием усиление народно-освободительного движения. Конструкция «семи наступлений» предопределяла тенденцию искажённого написания истории и вызывала недовольство в партийных и научных кругах страны. По этой причине первоначальное толкование этапов войны постепенно свелось к перечислению последовательности событий, дат и «вражеских наступлений». Сегодня следы титовского нарратива «семи вражеских наступлений» прослеживаются во многих исторических публикациях по теме Второй мировой войны в Югославии.

## История возникновения термина
Происхождение термина «семи вражеских наступлений» приписывают И. Брозу Тито или его окружению и связывают со стремлением верховного главнокомандующего к периодизации военных событий. В то время, как в текстах 1941 и 1942 годов Тито чаще всего описывал развитие народно-освободительной войны по областям (землям) Югославии, в его речи на II сессии Антифашистского вече народного освобождения Югославии (АВНОЮ) прежний ход войны был уже разделён на четыре этапа. Почти одновременно появился и термин «семи вражеских наступлений». Впервые он был озвучен летом 1943 года, но тогда ещё в формулировке «пяти наступлений». Так, в Бюллетене Верховного штаба НОАЮ в апреле 1943 года Битва на Неретве ещё обозначалась как «большое наступление противника», но уже в августовском выпуске «Бюллетеня» вступительная статья Тито называлась «Пятое вражеское наступление». Здесь Битва на Неретве была названа четвёртым наступлением, а на Сутьеске — пятым. Шестое и седьмое наступления описал генерал Aрсо Йованович в статьях, опубликованных в 1944 году сразу после этих операций.

## Основное содержание событий

### Первое наступление

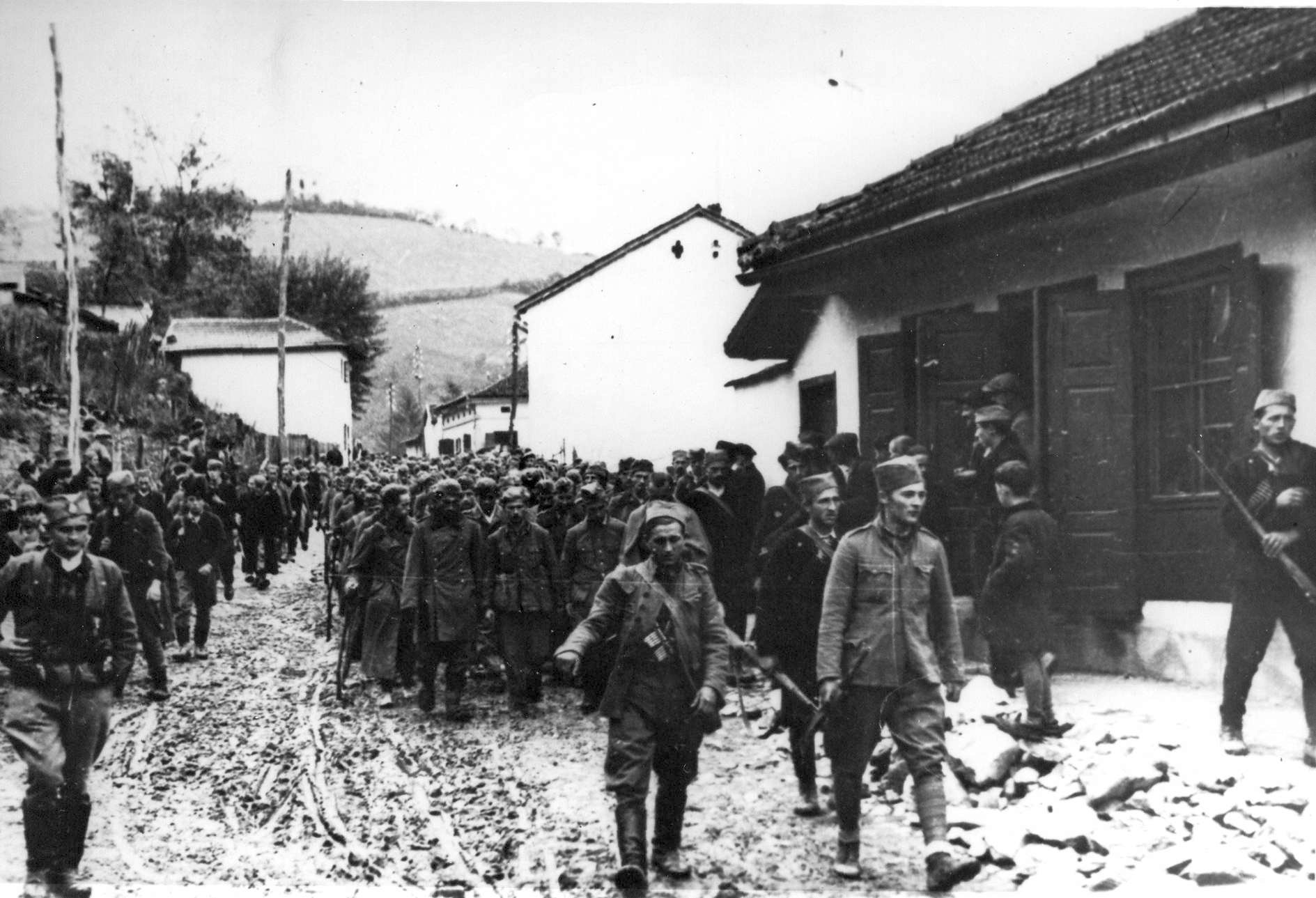
Партизаны и четники ведут пленных немцев через Ужице, 1941 год

«Первым вражеским наступлением» называется общее наступление германских войск на освобождённую партизанами и четниками территорию в Западной Сербии и Шумадии с центром в городе Ужице в сентябре — декабре 1941 года. Оно включало ряд последовательных военных операций, объединённых единым замыслом. В историографии наиболее известной из них является операция «Ужице», ставшая кульминацией, а по определению югославских историков — вторым (заключительным) этапом наступления, проводившимся в период с 25 ноября по 4 декабря 1941 года. В результате наступления немецкими войсками было подавлено восстание в Сербии, партизаны и четники потерпели поражение, понеся при этом большие потери, а на территории т. н. «Ужицкой республики» был восстановлен оккупационный режим. Боевые действия завершились отступлением оставшихся партизанских отрядов в Санджак, а затем в Восточную Боснию. Bместе с тем югославский военный историк Младенко Цолич отмечал, что данное наступление было второй большой «вражеской операцией», проведённой в Югославии. Первой была итальянская наступательная операция в Черногории, длившаяся с 18 июля до 15 августа 1941 года.

### Второе наступление
Второе наступление включает немецкие антипартизанские операции «Юго-Восточная Хорватия» и «Озрен», известные в югославской историографии как «Романийско-Бирчанская» и «Вторая Озренская», проводимые совместно с усташско-домобранскими войсками Независимого государства Хорватия (НГХ) на территории Восточной Боснии против 1-й Пролетарской бригады и трёх партизанских отрядов во главе с Верховным штабом НОАЮ, а также Озренского партизанского отряда в период с 15 января по 3 февраля 1942 года. Операции закончились в целом безуспешно. Партизанам удалось избежать уничтожения или пленения, частично отступив за пределы района операции, а частично укрывшись в труднодоступной местности вдали от важных линий коммуникаций. Уклоняясь от столкновений с противником, 1-я Пролетарская ударная бригада совершила в зимнюю стужу легендарный ночной выход из окружения, известный как Игманский марш.

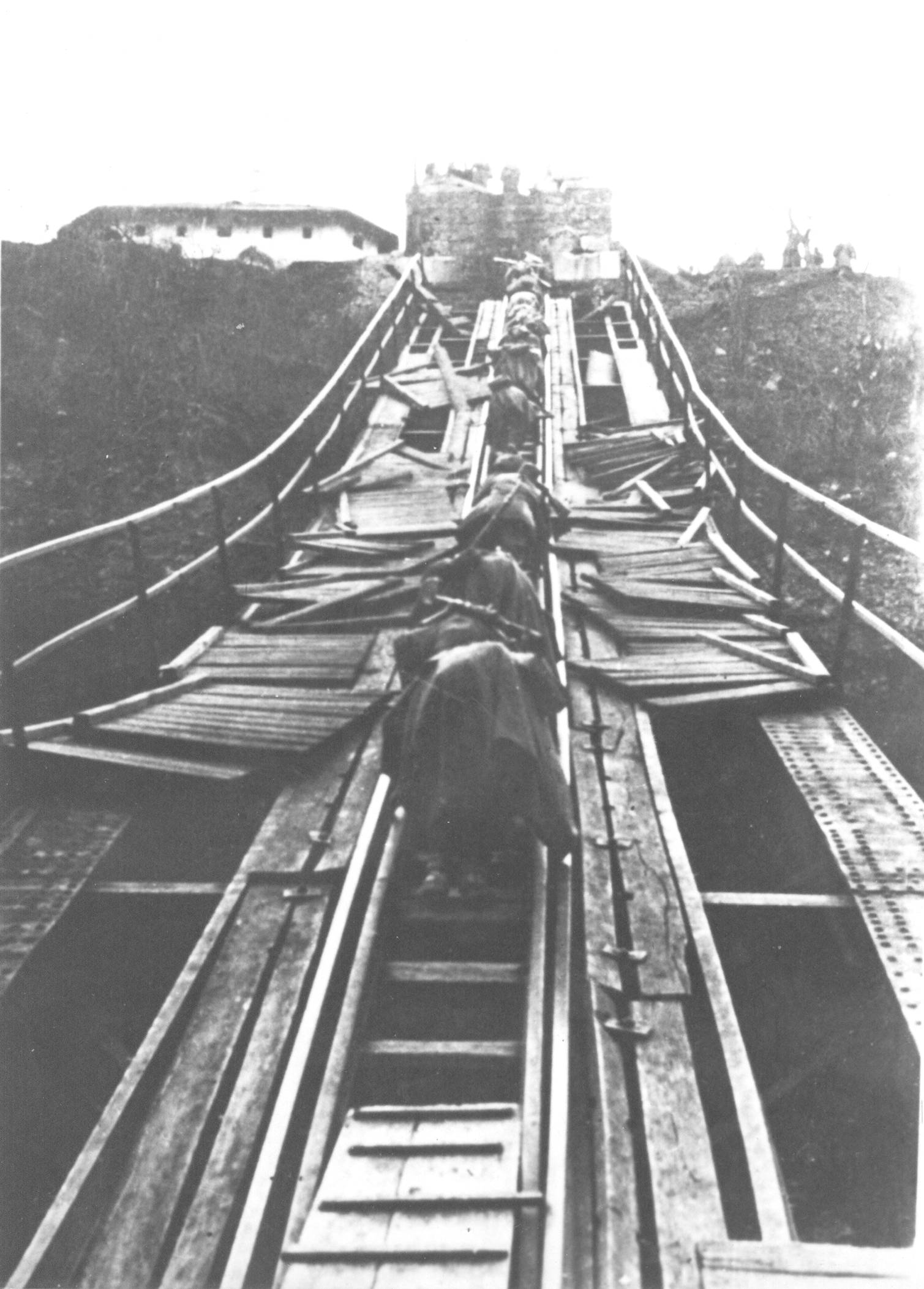
Бойцы 2-й Пролетарской бригады преодолевают мост через Неретву во время «четвертого вражеского наступления», 1943 год

### Третье наступление
Третье наступление — это операции немецких, итальянских, усташско-домобранских и четнических войск против 1-й и 2-й Пролетарских бригад и отрядов Народно-освободительной партизанской и добровольческой армии Югославии, основными из которых был цикл операций под условным названием «Трио». Боевые действия проводились на территории Восточной Боснии, Санджака, Черногории и Герцеговины со второй половины апреля до середины июня 1942 года. Операция «Трио» стала первой совместной масштабной антипартизанской акцией немецких и итальянских войск. Наступление завершилось успехом войск стран «оси»: была занята освобождённая партизанами территория и нанесены значительные потери партизанским формированиям. Вместе с тем главная цель операции — уничтожение партизан и Верховного штаба — не была достигнута, и основные партизанские силы численностью около пяти тысяч человек отступили на Зеленгору.

### Четвёртое наступление
Четвёртым наступлением обозначается цикл антипартизанских операций германских, итальянских и усташско-домобранских войск под условным названием «Вайс» (нем. Operationszyklus «Weiß»). События, связанные с четвёртым наступлением широко известны как Битва на Неретве. Боевые действия велись в январе — марте 1943 года на территории Боснии, и Герцеговины. Первая фаза цикла операций — «Вайс-1» — хотя и завершилась ликвидацией так называемой Бихачской республики, располагавшейся на территории Хорватии, однако заметных результатов в борьбе с партизанами не принесла. Во время второй фазы — операции «Вайс-2» — между партизанами и силами стран «оси», а также выступавшими на их стороне четниками, произошли ожесточённые бои в долине рек Рама и Неретва, вошедшие в историю также как «Битва за раненых». В результате главные силы партизан прорвались из окружения, нанеся тяжёлое военное и политическое поражение четникам, от которого они не смогли оправиться до конца войны.

### Пятое наступление

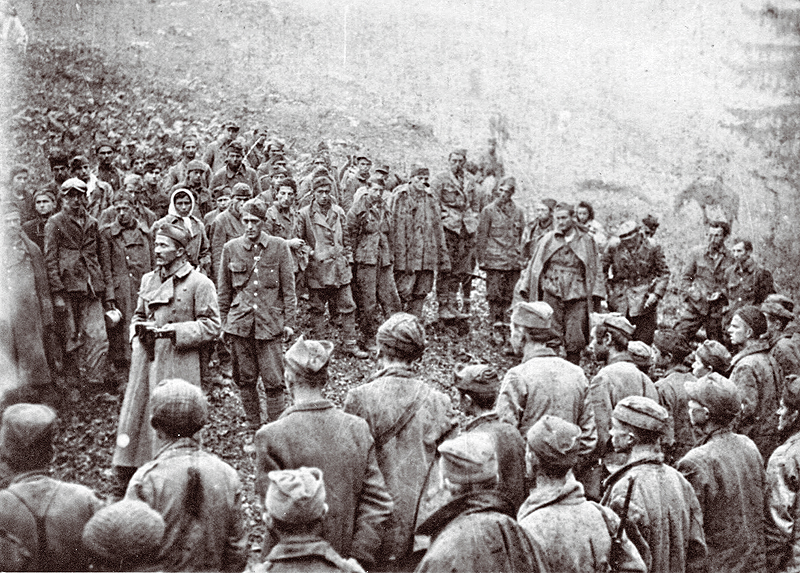
Командир 1-й Пролетарской бригады Данило Лекич беседует с бойцами перед прорывом на Сутьеске, июнь 1943 года

Пятое наступление или операция «Шварц» в историографии широко известна как Битва на Сутьеске. Битва длилась с 15 мая по 15 июня 1943 года и стала самым масштабным и кровопролитным партизанским сражением Второй мировой войны в Европе. Партизанской группировке, несмотря на большие потери, удалось вырваться из окружения, сорвав тем самым немецкий план её уничтожения.

### Шестое наступление
Шестое наступление — циклы наступательных операций немецких войск, которые проводились с сентября 1943 до февраля 1944 года с целью установления контроля над полосой Адриатического побережья, в Восточной Боснии и Западной Боснии, Санджаке и других регионах, занимаемых партизанами после капитуляции Италии. Иногда шестым наступлением называют масштабные зимние операции «Кугельблиц», «Шнештурм», «Вальдрауш» и др. Несмотря на ожесточённое сопротивление партизан, немецкие войска укрепили свои позиции в полосе побережья, вытеснили 2-й ударный и 3-й Боснийский корпуса НОАЮ за Дрину и Лим, что временно отсрочило угрозу их продвижения в Южную Сербию. В то же время им не удалось уничтожить ни одного крупного соединения партизан, радикально переломить ситуацию в свою пользу или устранить угрозу прорыва партизанских сил в Сербию.

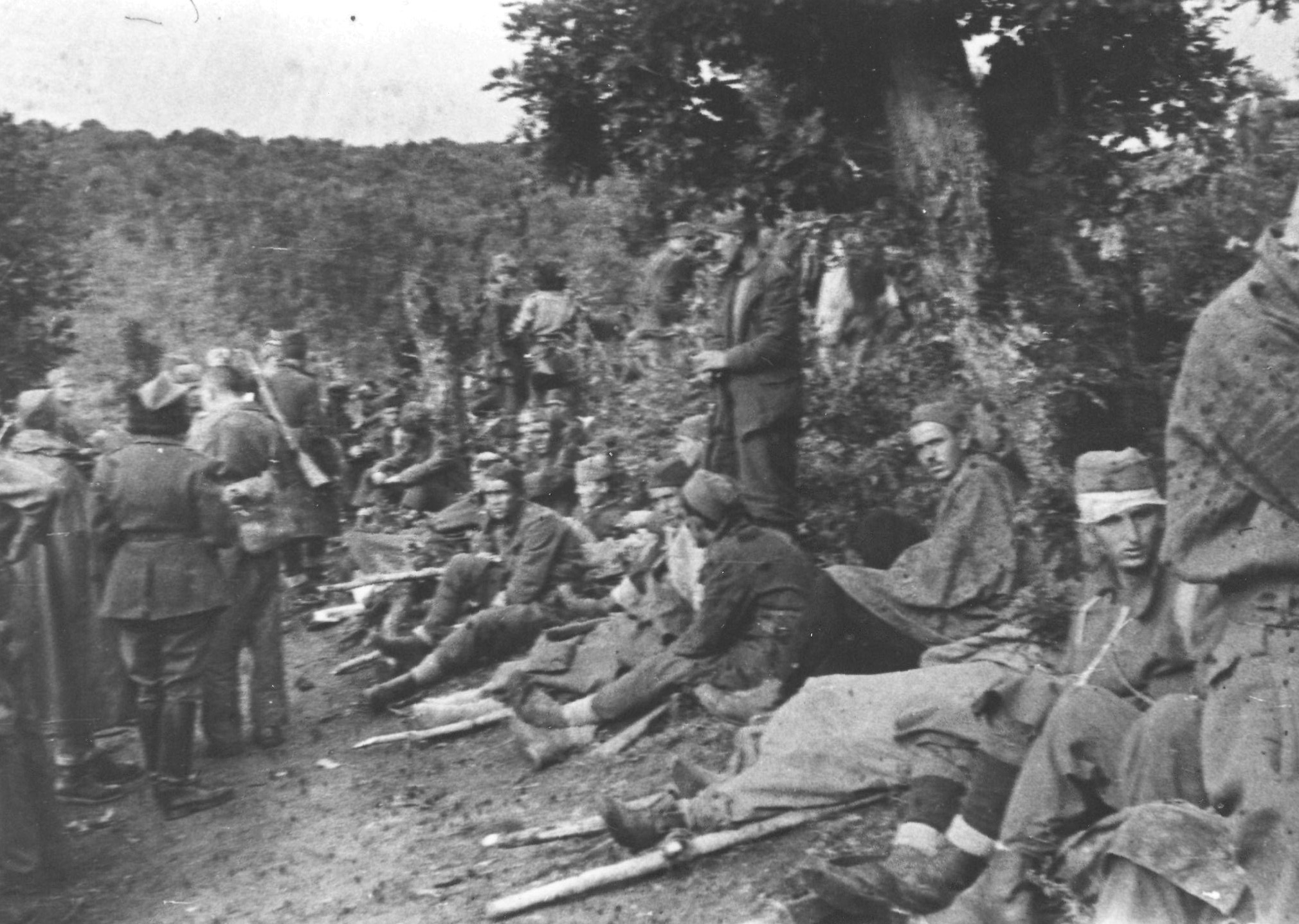
Раненые партизаны после ожесточённых боев 4 августа 1944 года в ходе прорыва в Южную Сербию

### Седьмое наступление
Седьмое наступление — термин, определяющий немецкие наступательные действия в период с начала апреля до конца июня 1944 года. Первым описал седьмое наступление начальник Верховного штаба НОАЮ Арсо Йованович. Он разделил его на три фазы. Первая охватывала сербско-македонский и словенско-истрийский оперативные секторы. Вторая включала немецкие операции в: а) Черногории, Санджаке, Герцеговине и Восточной Боснии (кратко дринско-зетский сектор); б) Лике, Бании, Кордуне, Загорье, Славонии и Среме (савско-купский сектор). Третья фаза наступления состоялась в Центральной и Западной Боснии и Далмации (краинско-динарский сектор), а началась она 25 мая немецким воздушным десантом на Верховный штаб НОАЮ в Дрваре. Эта операция представляла комбинированную воздушно-десантную и сухопутную наступательную операцию войск 2-й танковой армии вермахта под условным названием «Ход конём». Целью операции являлось уничтожение Верховного штаба НОАЮ, а также находившихся при нём учреждений народно-освободительного движения Югославии и союзных военных миссий. Несмотря на предпринимаемые немецким командованием меры в конечном итоге попытки ликвидации Верховного штаба и предотвращения прорыва крупных сил НОАЮ в Сербию не имели успеха.

## Концепция термина, применение в историографии и критика
Интерпретация истории войны через призму «семи вражеских наступлений» выдвигала в центр событий партизанские соединения, состоявшие под непосредственным командованием Верховного штаба, и подчёркивала роль И. Броза Тито в борьбе с нацизмом. Тито описывал «вражеские наступления» на живом языке, особенно в статье «Борьба народов порабощённой Югославии». В его повествовании все «наступательные действия противника» так или иначе превратились в партизанскую победу. Противник либо нёс большие потери, либо ему не удавалось уничтожить партизанские отряды. Даже если партизаны отступали, то тем самым создавались условия для усиления народно-освободительного движения.

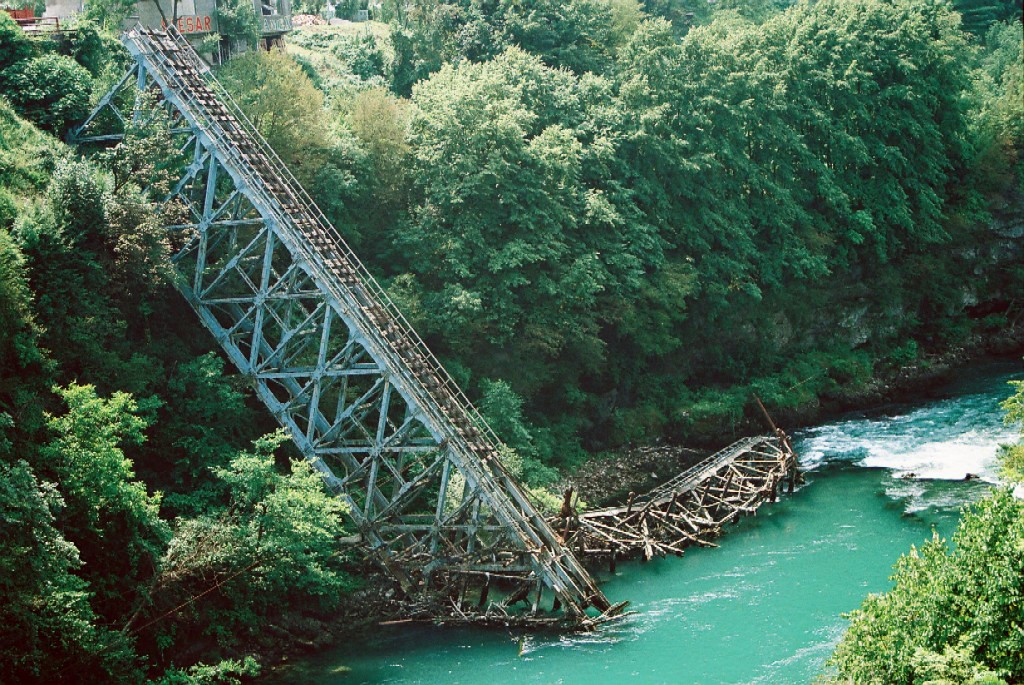
Разрушенный мост через Неретву (реконструкция)

Описывая битву на реке Неретве, Тито изложил трактовки и оценки, которые затем были закреплены в качестве официальных. Согласно его определениям, это была «величайшая битва за раненых, длившаяся 40 дней», состоявшаяся в «условиях, каких было мало в истории войн» и «завершилась разгромом врага». В изложении 1944 года он также описал «военный обман» с разрушением мостов через реку Неретва, который впоследствии стал одним из ключевых мифов войны, был реконструирован и экранизирован. Сражение на реке Неретве, очевидно, описать было намного легче, чем битву на Сутьеске. Она была представлена как «самая славная эпопея нашей народно-освободительной войны» и «самое тяжёлое и кровавое сражение». В докладе на II сессии АВНОЮ он только отметил, что партизаны на Сутьеске понесли тяжёлые потери. В статье «Борьба народов порабощённой Югославии» Тито прошёлся по событиям на Сутьеске очень кратко — в отличие от четырёх страниц «четвёртого вражеского наступления» — всего шесть не слишком длинных предложений. Из них четыре были посвящены планам противника, а о самой битве сказано:

«Началось пятое и самое ожесточённое сражение, из которого наши славные части, хотя и с огромными жертвами, снова вышли, нанеся огромный урон противнику. Международная общественность уже знает немного о пятом наступлении. Об этом ещё будет рассказано в будущем, поэтому я не стану это описывать здесь».
Оригинальный текст (хорв.)Počela je peta i najžešća bitka, iz koje su naše slavne jedinice, iako s ogromnim žrtvama, ponovno izašle čitave, nanijevši neprijatelju ogromne gubitke. O petoj ofanzivi međunarodna javnost već zna prilično i još će se o tome pisati, pa je ja ovdje neću opisivati.

Точно так же Тито уклонился от темы «пятого наступления» в своём докладе на Пятом конгрессе Коммунистической партии Югославии (1948), сказав, что он не будет говорить о битве, «потому что это займет слишком много места и времени».
В усечённом представлении истории войны в Югославии в соответствии с концепцией «семи наступлений» на первое место ставились события в Сербии, Черногории и Боснии и Герцеговине, в то время, как борьбе в других частях страны отводилась второстепенная роль и отражалась она в кратком повествовании. Конструкция «семи наступлений» быстро вошла в популярные публикации, учебники по истории и учебные курсы. Вместе с тем ещё в 1940-х и особенно в 1950-х годах, когда появилось много военных мемуаров, такое истолкование истории стало предметом частых жалоб и недовольства, как со стороны высших партийных чиновников, так и представителей органов образования, так как оно отодвигало в тень многие процессы и события войны в разных землях Югославии. В связи с этим трактование «семи наступлений» постепенно свелось к сухому перечислению последовательности событий, дат и «вражеских наступлений».
Сегодня следы титовского нарратива «семи вражеских наступлений» прослеживаются во многих описаниях, терминах и оценках, которые сознательно или бессознательно авторы включают в свои тексты. Характерным примером является сербский учебник истории издания 2005 года, где рассказ о войне до сих пор структурирован по порядку «вражеских наступлений», только вместо порядковых определяющих слов используются немецкие условные названия (операция «Вайс», «Шварц» и т. д.).